# 张阿舟
张阿舟（1920年—2009年），男，江苏丹阳人，中国航空力学家，曾任南京航空学院教授、博士生导师，第三、五、六、七、八届全国人大代表。